# 楊逵
楊逵，本名楊貴（1906年10月18日—1985年3月12日），籍貫臺灣臺南，是作家與社會運動者。
高中肄業後，楊逵於1924年前往日本求學，在日期間曾參加左翼組織發起的社會運動，例如工人運動、學生運動。1927年他再度輟學、返回臺灣，先後加入臺灣農民組合、臺灣文化協會、臺灣文藝聯盟等團體。日治時期，楊逵因投入社會運動，曾被日警逮捕入獄十次。國民政府來臺後，他曾經兩度入獄，一次是因為1947年投身二二八事件抗暴運動，入獄約四個月，另一次是因為1949年發表〈和平宣言〉，被捕入獄十二年。
楊逵早年以日文寫作，作品包括評論、小說、散文等。終戰後仍筆耕不輟，服刑期間，其華文寫作技巧日趨成熟，在獄中創作的小說〈壓不扁的玫瑰花〉（原名〈春光關不住〉）被收錄於中學國文課本，是日治時期成名的臺籍作家作品被選入教科書的第一人。他自稱為「人道的社會主義者」，主張文學必須站在人民的立場，以樸實的筆觸，揭露社會階級的不公、人民受到的苦難與壓迫。臺灣著名出版人林載爵推崇楊逵是日治時期「知識分子的社會良心」，為臺灣文學史留下硬骨崢嶸的作家身影。

## 筆名
他的筆名有楊逵、楊建文、賴健兒、林泗文、伊東亮等；代表筆名楊逵在1932年發表〈新聞配達夫〉（後譯作〈送報伕〉）時首度使用。

## 生平概略

### 早年生活
1906年10月18日，楊貴出生於臺南廳大目降街（今新化區前身）一個貧窮家庭。1915年，他入新化公學校（今臺南市新化國小前身）就讀。因身體孱弱，被同學取笑，像吸食鴉片後骨瘦如柴的毒癮患者，取綽號為「鴉片仙」。公學校畢業後，楊貴在中學入學考試落榜，接著到新化糖業試驗所當臨時工，因被日本職員因其姓名嘲弄為「楊貴妃」，而對本名感厭惡。1922年，楊貴考入臺南州立臺南第二中學校（今臺南一中前身）。二年後，為了能夠繼續學習並抗拒童養媳婚姻，他自主退學，前往日本內地，接著在1925年考入日本大學專門部文學藝能科夜間部；在學期間積極參加勞工運動、（左翼）政治運動。

### 社會運動、政治運動及寫作生涯

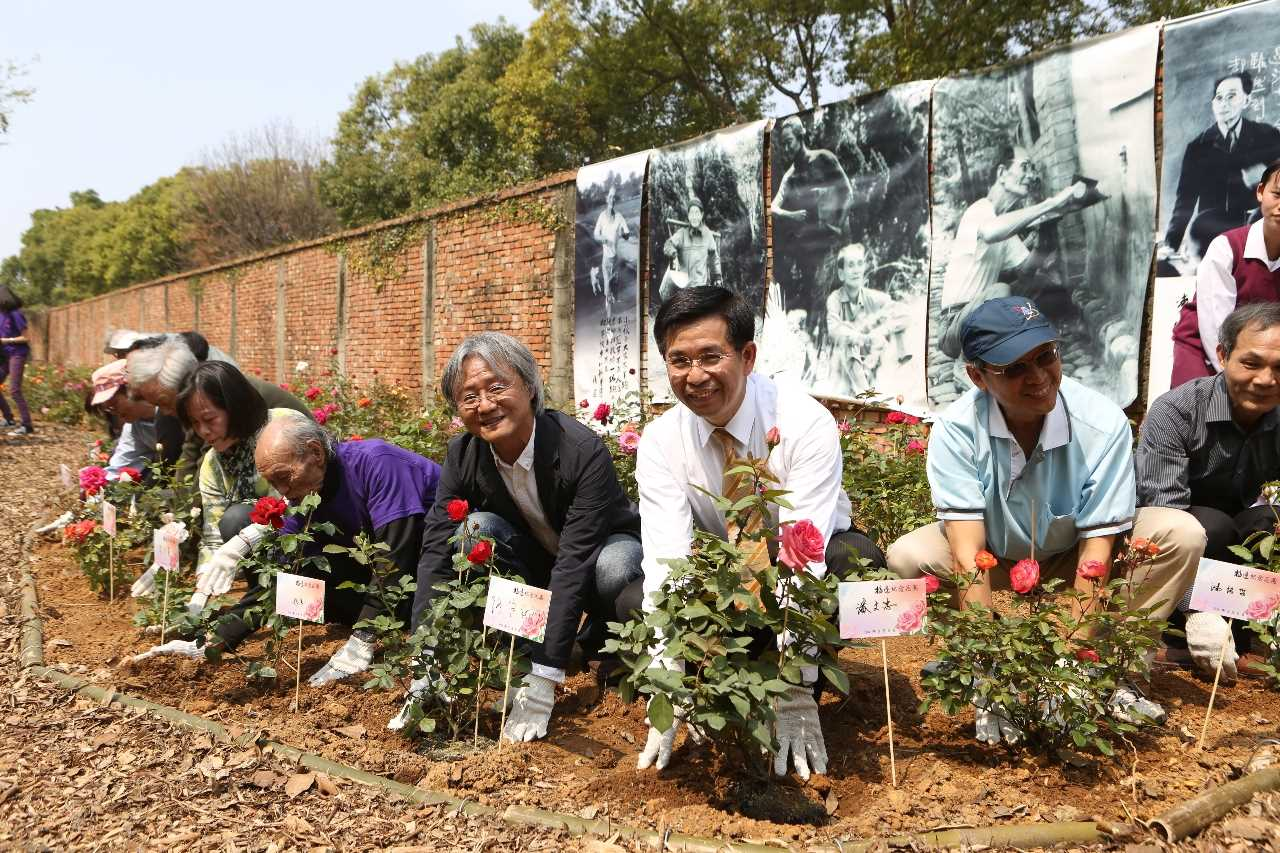
楊逵往日晨跑的東海大學操場旁設有楊逵紀念花園

1927年，返臺參加農民運動，起草臺灣農民組合第一次「全島大會宣言」而遭日本統治當局逮捕；此後活躍於臺灣許多社會運動場合。在臺灣文化協會（簡稱「文協」），他結識社會與政治運動領袖連溫卿，參加民眾演講會。接著又造訪鳳山農民組合領導人簡吉，並在當地結識葉陶，隨即參加相關運動在臺灣本島各地的巡迴演講會。1928年底，台灣農民組合成為台灣共產黨外圍組織。1929年2月，與葉陶共同列席臺灣總工會會員大會，發表演講，原本預定於當月12日返新化與葉陶結婚；12日凌晨，他們在文協臺南支會所在地被警方逮捕。台灣總督府此次大規模檢舉農民組合，全島被捕四萬人以上。出獄約一個月後（即同年4月），楊逵與葉陶在新化舉行婚禮。在日本統治臺灣時代，他因參與社會運動被統治當局關入監牢十次。
1934年，小說〈新聞配達夫〉（中譯作〈送報伕〉）入選東京《文學評論》雜誌，是臺籍作家首次進入日本中央文壇的案例，也因此確立其小說家地位。同年，《臺灣文藝》雜誌創刊，他擔任日文編輯。1935年，他移居臺中，在梅枝町一帶輾轉遷徙。1945年臺灣由國民政府接管後，他創辦《一陽週報》。1946年，日文小說集《鵝媽媽出嫁》在臺北三省堂出版。1947年，在二二八事件中與葉陶都遭逮捕並判處死刑，行刑前日因「非軍人改由司法審判」之命令而逃過一劫，三個月後被釋放。1948年，因發表《和平宣言》觸犯國民黨統治當局，在四六事件中遭逮捕，經軍法審判，處十二年有期徒刑；他自嘲判決結果為「全世界最貴的稿費」。1951年，開始在綠島服刑；服刑期間，他持續寫作。1961年，他獲釋出獄；次年，曾任民政廳長的楊肇嘉賣了彰化銀行股票買臺中市郊東海大學附近的「東海花園」給楊逵居住，楊逵自此定居於「東海花園」，與葉陶一同藉種植與販售農作物謀生，同時繼續其寫作與社會運動事業。
1976年，其小說〈壓不扁的玫瑰花〉（原名〈春光關不住〉），收錄於國民中學國文教科書。1979年，《美麗島》雜誌創刊，他擔任社務委員，積極參與於黨外運動等。1983年，獲頒吳三連文藝獎和臺美基金會人文科學獎。

### 逝世
1985年3月12日清晨，楊逵在家中讀報時心臟病發驟逝，享壽80歲。

## 軼事
- 1970年代中期，張良澤在協助楊逵整理文集出版時曾向他提問：「日本帝國那麼嚴酷，您為什麼那麼不怕死呢？」，他回答：「我也是怕死的。只是日本帝國再嚴酷，它也要依法辦罪，因為它是法治國家。所以我們要演說、寫文章，只要翻閱一下台灣的《六法全書》，便可算出自己可能被關幾天，結果只會少不會多的。大致來說，以演說、寫文章攻擊帝國政府，最重是坐牢二十九天。所以台灣話有句口頭禪『居留二九工』，就是說，了不起你關我二十九天好了。」，隨後，他補充：「不過，回到祖國懷抱之後，情況就不同了。它有憲法，也有六法，但怎麼算就不知道了。我寫那篇〈和平宣言〉，總共不過五、六百字，結果關我十五年，平均一個字關十天，這可能是全世界最貴的稿費。」[7]:229

## 紀念

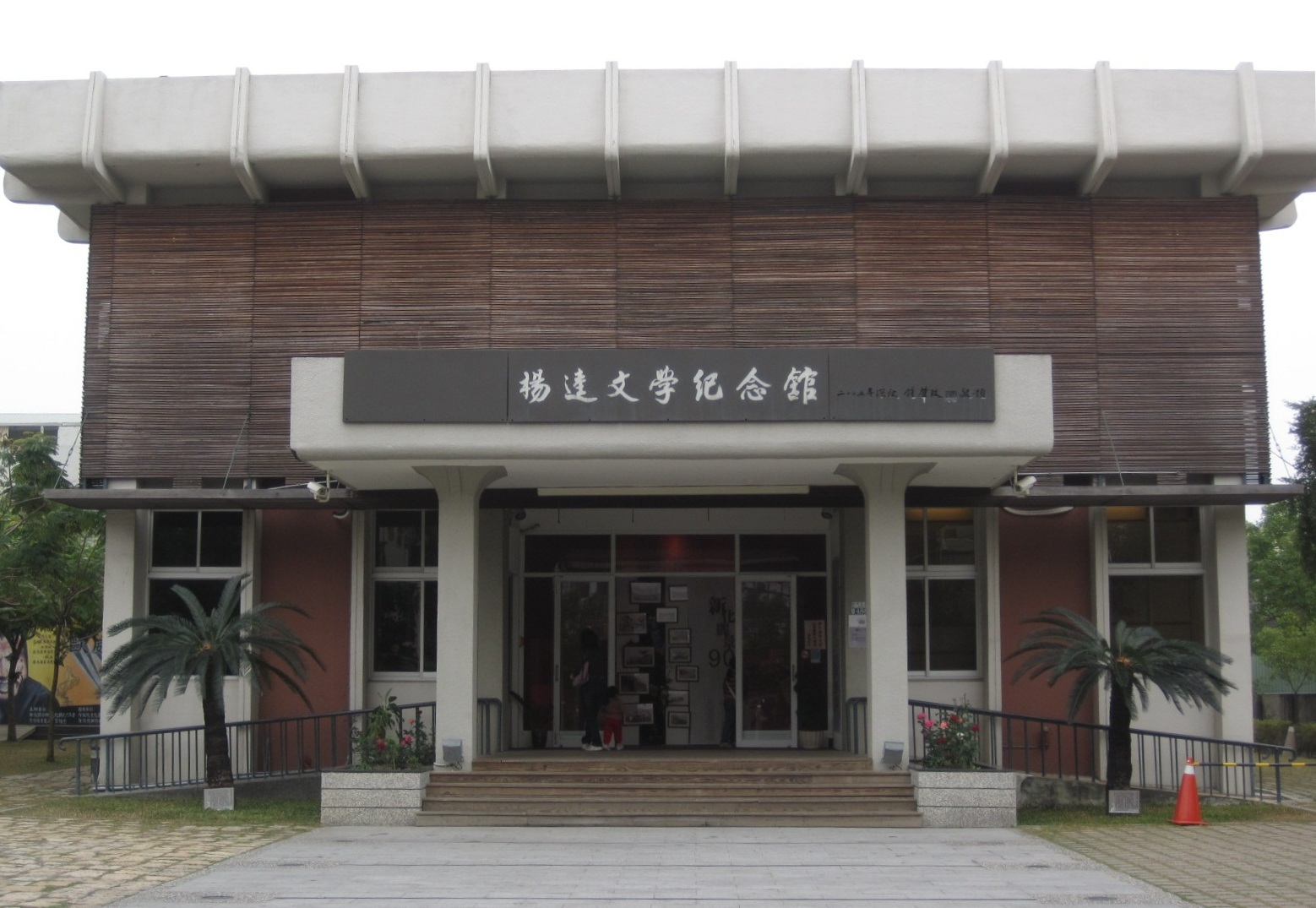
楊逵文學紀念館

新化基督長老教會發起成立「楊逵文物紀念室」。

### 楊逵文學紀念館
位於臺南市新化區，新化街役場旁，館舍所使用，2001年由地方文史工作者與新化鎮公所發起籌備，翌年地方政府將原新化地政事務所移撥予紀念館使用 ，並在楊逵次子楊建協助下，紀念館於2005年11月27日正式落成啟用。全館分為A、B、C棟；A棟是主要展場，有「人間楊逵」、「文學的楊逵」、「社會的楊逵」等展示區，B棟是文學交誼中心與社團展覽館，C棟是歐威紀念特展館。館內有楊逵手稿、東華書局在1947年印行之第一版〈送報伕〉的文件等文物。